# European Touring Car Cup
Der European Touring Car Cup (kurz ETCC oder ETC-Cup) war ein Tourenwagen-Cup auf europäischer Ebene, der von der Fédération Internationale de l’Automobile ausgetragen wurde.

## Format
Nach der Umwandlung der Tourenwagen-Europameisterschaft in die Tourenwagen-Weltmeisterschaft wurde 2005 dieser Cup für Tourenwagen der Super 2000, Super Production, Super 1600 (seit 2008) und TCR (seit 2016) Klasse ausgerufen. Dabei handelte es sich bis einschließlich 2009 um eine einmal jährlich stattfindende Veranstaltung, die in der Saison 2010 erstmals zur Minirennserie mit drei Rennwochenenden ausgedehnt wurde. Nachdem man 2011 zum Einzelevent zurückgekehrt war, wurde ab 2012 die ETCC als eigenständige Rennserie immer weiter ausgebaut und bei den europäischen Läufen der WTCC ins Rahmenprogramm aufgenommen. Zur Saison 2018 fusioniert die TCR International Series mit der Tourenwagen-Weltmeisterschaft zum FIA Tourenwagen-Weltcup (WTCR), woraufhin die ETCC, die zuletzt nur noch mit Fahrzeugen nach dem TCR Reglement ausgetragen wurde, eingestellt wird. Als legitimer Nachfolger der ETCC kann die TCR Europe angesehen werden.
Wie in der Tourenwagen-Weltmeisterschaft wurden zwei Läufe pro Rennwochenende ausgetragen, wobei im zweiten Lauf die ersten acht Fahrer in umgekehrter Reihenfolge der Zieleinkunft des ersten Laufes starteten.

## Geschichte
Im Jahr 2005 debütierte der ETCC. Im Gegensatz zur alten Europameisterschaft bestand diese Serie nur aus einem einzigen Rennwochenende. Außerdem wurde der Name in European Touring Car Cup geändert, um die geringere Wertigkeit gegenüber der Europameisterschaft auszudrücken. Am 16. Oktober 2005 wurde das erste Rennen in Vallelunga ausgetragen. Erster ETCC-Sieger wurde Richard Göransson auf einem BMW 320i. Obwohl er kein Rennen gewann, holte er den Titel, weil er durch zwei zweite Plätze die meisten Punkte gesammelt hatte.
Am 22. Oktober 2006 startete der ETC-Cup in Estoril zu seinen einzigen beiden Läufen. Gewinner war der auch in der Tourenwagen-Weltmeisterschaft aktive Ryan Sharp.
Im Jahr 2007 fand das Event am 28. Oktober in Italien auf dem Adria International Raceway statt. Nach einem zweiten Platz hinter Tomas Engström im ersten Lauf und einem Sieg in Lauf zwei ging der Cup an Michel Nykjær.
Für 2008 wurde der 19. Oktober von der FIA als Termin festgelegt. Ausgetragen wurde das Event auf dem österreichischen Salzburgring. Mit einem Sieg im ersten Lauf und einem zweiten Platz im zweiten Lauf hinter dem amtierenden Seat-Leon-Eurocup-Gewinner Oscar Nogués konnte Michel Nykjær seinen Titel verteidigen.
2009 kehrte der Cup nach Portugal zurück, allerdings auf den Circuito Vasco Sameiro bei Braga. Sieger der Rennen wurden Norbert Michelisz und James Thompson. Thompson holte den Gesamtsieg.
2010 wurde der European Touring Car Cup auf eine kleine Rennserie von drei Veranstaltungen erweitert. Der ETCC gastierte erneut in Braga und auf dem Salzburgring sowie im Autodromo di Franciacorta. Die beiden Laufsiege in Braga wurden durch James Thompson und César Campaniço erzielt. Die folgenden vier Rennen entschied Michel Nykjær für sich. Dennoch konnte Thompson seinen Titel verteidigen, da er im Gegensatz zu Nykjær bereits an der ersten Veranstaltung teilgenommen hatte und somit einen Vorsprung in der Wertung herausfuhr, der von Nykjær nicht mehr eingeholt wurde.
In der Saison 2011 wurde wieder ein Einzelevent veranstaltet, Austragungsort war der österreichische Salzburgring am 24. Juli 2011. Sowohl Fabrizio Giovanardi als auch Pepe Oriola konnten je ein Rennen gewinnen und das andere auf dem zweiten Platz beenden, der Titel ging jedoch an Giovanardi, da er für seine Pole-Position einen Punkt mehr gutgeschrieben bekam als der im zweiten Rennen siegreiche Spanier.
2012 wird der ETC-Cup als Serie mit vier Rennwochenenden ausgetragen. Zum ersten Mal wurde die Single-Make-Trophy ausgetragen, in der Seat Leons aus dem Seat Leon Eurocup teilnehmen dürfen. Fernando Monje gewann sechs von acht Rennen und wurde überlegen Meister.

## Gesamtsieger
| Jahr | Strecke                                                                                       |                     | Super 2000          | Super 2000          |                      | Super Production | Super Production    |                     | Super 1600          | Super 1600 |  | Single-Make-Trophy | Single-Make-Trophy |
| Jahr | Strecke                                                                                       | Fahrer              | Fahrzeug            | Fahrer              | Fahrzeug             | Fahrer           | Fahrzeug            | Fahrer              | Fahrzeug            |            |  |                    |                    |
| ---- | --------------------------------------------------------------------------------------------- | ------------------- | ------------------- | ------------------- | -------------------- | ---------------- | ------------------- | ------------------- | ------------------- | ---------- |  | ------------------ | ------------------ |
| 2005 | Autodromo Vallelunga                                                                          | Richard Göransson   | BMW 320i            | Lorenzo Falessi     | Alfa Romeo 147 SP    |                  |                     |                     |                     |            |  |                    |                    |
| 2006 | Circuito do Estoril                                                                           | Ryan Sharp          | Seat Leon TFSI      | Alexander Lwow      | Honda Civic Type R   |                  |                     |                     |                     |            |  |                    |                    |
| 2007 | Adria International Raceway                                                                   | Michel Nykjær       | Seat Leon TFSI      | Alexei Bassow       | Honda Civic Type R   |                  |                     |                     |                     |            |  |                    |                    |
| 2008 | Salzburgring                                                                                  | Michel Nykjær       | Chevrolet Lacetti   | Fabio Fabiani       | BMW 320i             | Ralf Martin      | Ford Fiesta ST      |                     |                     |            |  |                    |                    |
| 2009 | Circuito Vasco Sameiro                                                                        | James Thompson      | Honda Accord Euro R | Marcis Birkens      | Honda Civic Type R   | Carsten Seifert  | Ford Fiesta ST      |                     |                     |            |  |                    |                    |
| 2010 | Circuito Vasco Sameiro Salzburgring Autodromo di Franciacorta                                 | James Thompson      | Honda Accord Euro R | Vojislav Lekić      | Honda Civic Type R   | Carsten Seifert  | Ford Fiesta ST      |                     |                     |            |  |                    |                    |
| 2011 | Salzburgring                                                                                  | Fabrizio Giovanardi | Honda Accord Euro R | Aleksandar Tošić    | Honda Civic Type R   | Thomas Mühlenz   | Ford Fiesta ST      |                     |                     |            |  |                    |                    |
| 2012 | Autodromo Nazionale di Monza Slovakiaring Salzburgring Autodromo Enzo e Dino Ferrari          | Fernando Monje      | Seat Leon 2.0 TDI   | Nikolai Karamyschew | Honda Civic Type-R   | Kevin Krammes    | Ford Fiesta 1,6 16V | Stian Paulsen       | Seat Leon Supercopa |            |  |                    |                    |
| 2013 | Autodromo Nazionale di Monza Slovakiaring Salzburgring Autodromo di Pergusa Automotodrom Brno | Petr Fulin          | BMW 320si           | –                   | –                    | Kevin Krammes    | Ford Fiesta 1,6 16V | Mario Dablander     | Seat Leon Supercopa |            |  |                    |                    |
| Jahr | Jahr                                                                                          | Super 2000 TC2      | Super 2000 TC2      | Super 2000 TC2T     | Super 2000 TC2T      | Super 1600       | Super 1600          | Single-Make-Trophy  | Single-Make-Trophy  |            |  |                    |                    |
| Jahr | Jahr                                                                                          | Fahrer              | Fahrzeug            | Fahrer              | Fahrzeug             | Fahrer           | Fahrzeug            | Fahrer              | Fahrzeug            |            |  |                    |                    |
| 2014 | 2014                                                                                          | Petr Fulin          | BMW 320si           | Nikolai Karamyschew | Chevrolet Cruze 1.6T | Gilles Bruckner  | Ford Fiesta 1,6 16V | Dmitri Bragin       | Seat Leon Supercopa |            |  |                    |                    |
| 2015 | 2015                                                                                          | Michal Matějovský   | BMW 320si           | Davit Kajaia        | BMW 320 TC           | Niklas Mackschin | Ford Fiesta 1,6 16V | Dušan Borković      | Seat Leon Cup Racer |            |  |                    |                    |
| Jahr | Jahr                                                                                          | ETCC 1 / Super 2000 | ETCC 1 / Super 2000 |                     |                      |                  |                     | ETCC 2 / Super 1600 | ETCC 2 / Super 1600 |            |  |                    |                    |
| Jahr | Jahr                                                                                          | Fahrer              | Fahrzeug            | Fahrer              | Fahrzeug             |                  |                     |                     |                     |            |  |                    |                    |
| 2016 | 2016                                                                                          | Kris Richard        | Honda Civic TCR     | Niklas Mackschin    | Ford Fiesta 1,6 16V  |                  |                     |                     |                     |            |  |                    |                    |
| 2017 | 2017                                                                                          | Petr Fulin          | Seat León TCR       | –                   | –                    |                  |                     |                     |                     |            |  |                    |                    |